# Fónyi Sámuel
Beregszászi Fónyi Sámuel (Miskolc, 1795 – Matolcs, 1870) református lelkész, költő.

## Élete
A gimnáziumot szülővárosában végezte. A hittanszakra Sárospatakra ment, ahonnan Szatmárnémetibe rendelték tanító-káplánnak; itt hat évet töltött, ezután a máramaros megyei Úrmezőre ment nevelőnek. 1825-ben rendes lelkész lett Angyaloson, 1867-ben pedig Matolcson.

## Munkái
Kéziratban maradt munkái: Történet tüköre (fordítás a Theatrum historicum c. munkából), ABC (hét ív), Kathedrai eredeti munkák (1867-ben: búcsúztatók, versek, egyházi beszédek) és önéletrajza.